# Castell de Santa Catalina
El Castell de Santa Catalina, oficialment Reial Castell de Santa Catalina, és un monument històric-artístic al municipi de Santa Cruz de La Palma, a la costa est de l'illa de la Palma, província de Santa Cruz de Tenerife, illes Canàries, Espanya. Al BOE número 184 del 3 de juliol de 1951 el castell es va declarar monument històric-artístic
La fortificació és similar al del castell de San Cristóbal de Santa Cruz de Tenerife, i és de planta quadrada amb un baluard en punta de diamant a cada cantonada i es va crear per protegir la ciutat d'atacs corsaris. A la portada, de frontó curvilini, es pot apreciar un escut d'armes dels Reis Catòlics.
La construcció es va executar gràcies al sergent major Juan Franco de Medina i al capità Miguel Tiburcio Rossell de Lugo i la fase de construcció es va estendre des de 1683 fins a 1692. L'immoble va pertànyer a l'Exèrcit fins a 1950, data en la qual va ser adquirit per diversos propietaris particulars.